# 南部政光
南部 政光（なんぶ まさみつ）は、
- 三戸南部氏4代当主。南部時実の子。
- 根城南部氏（八戸氏）8代当主。6代当主南部信政の子。

## 南部政光（南部氏第4代当主）
南部 政光（なんぶ まさみつ）は、鎌倉時代中期の武将。三戸南部氏4代当主。

### 略歴
3代当主・南部時実の嫡男。幼名は孫次郎。後に政元と称したという説がある。南部氏の初期の系譜に諸説あって一定しないが、兄弟と伝わる人物には南部政行、宗実、実政、宗経、義元がいる。
「南部系譜」では文永2年（1265年）7月22日に鎌倉で死去とする。法号は清光院殿峻厳崇公。『寛政重修諸家譜』によれば、葬地は三戸郡の三光庵。
一方「嫡家系譜」によれば、1331年の笠置山の戦いでは子の義元が鎌倉に常在していたため政元は京都進撃には加わらなかったという。正慶2年（1333年）2月、新田義貞が鎌倉を攻めた時には、北条高時の命によって高時の弟・左近入道慧性が分倍河原の戦いに参加しており、この時南部次郎政元（政光の改名）は奥州から駆けつけ、慧性に属して戦ったとされる。の鎌倉陥落後、政元は義行を鎌倉に止めて、自身は甲斐の本領に帰ったという。

## 南部政光（根城南部氏・八戸氏第8代当主）
南部 政光（なんぶ まさみつ）は、南北朝時代から室町時代前期にかけての武将。根城南部氏（八戸氏）8代当主。別名に四郎、茂行、祐長、薩摩入道がある。
政光の別名とされる南部祐長は、南部義行の子として、南部茂時・南部信長・南部為重らの弟とも、南部茂時の子ともされる人物。

### 生涯
南部信政の子として生まれる。文中元年/応安5年（1372年）に、兄・信光から家督を譲られる。信光には嫡子長経がいたが幼少だったためという。
政光は成人すると、母・加伊寿御前が南部政長から譲られた七戸の地を根拠地とした。この後、政光は甲斐に在住しているが、南北朝が統一されると明徳4年（1393年）に、再び八戸に根拠地を移している。
晩年には、甥の長経に家督を譲って、自身は七戸城に居を構え、七戸氏の祖となった。応永34年（1427年）2月3日に死去。
政光の実子・南部政広が七戸城を継いだ。

### 異説
『身延町誌』「第三編 第三章 第五節 波木井南部氏　一、甲州南部牧と奥州南部牧」によれば、
「1360年（正平15年）6月5日には外祖父工藤貞行の重代所領であった津軽田舎郡黒石郷と鼻和郡目谷郷とを相伝領掌するについての顕信の赦書を受けた。同日付で田舎郡冬井、日野間、外浜野尻郷を受けた南部雅楽助は三戸の茂行と推定されたのであるが、政光がそれであろう。」
というように南部茂行を南部政光としている。
また、『南部史談会誌』においては南部茂行を南部祐長の別名としている。そして兄の為重と共に南部茂時の子としている。同書では「辯誤南部八世小傅」の第十世茂時や第十一世信長の事績の中で、1319年（元應元年）、茂行は、信長、仲行、南部信行兄弟らと、その兄、茂時に従い糠部に向かうとある。